# André Birabeau
André Birabeau, nome completo André Albert Birabeau (Parigi, 6 dicembre 1890 – Principato di Monaco, 1º ottobre 1974), è stato un commediografo e scrittore francese.

## Biografia
(André Birabeau)
André Birabeau nacque a Parigi il 6 dicembre 1890.
Autore di numerose commedie genialmente create e tratte da eventi e individui della vita quotidiana, André Birabeau ebbe il suo periodo più prolifico nel periodo interbellico, durante il quale si dimostrò dotato di finezze, di una leggerezza sensibile e lieve, di uno stile scenico particolarmente idoneo per un pubblico appassionato sia di poesia sia di divertimenti.
Da solo o in collaborazione con Nicolas Nancey scrisse La pelle (La Peau), con Nancey ed Henry de Grosse; Un uomo sulla paglia (Un Homme sur la paille), con Henry Bataille; Il mio vecchio (Mon Vieux), con Henri Duvernois; L'eunuco (L'eunuque), con Georg Dolley; Il fiore d'arancio (La Fleur d'Oranger).
Fra le sue opere fortunate si ricordano: Un'orgia di sole (Un déjeuner de soleil, 1926) e Baci perduti (Les baisers perdus, 1932), che furono rappresentate alla Comédie-Française; soprattutto i Baci perduti, recitata anche in Italia da Ruggero Ruggeri, gli diede una grande popolarità anche nel nostro Paese, così come le altre commedie tradotte e recitate nei teatri italiani, tre le quali: Sorella del lusso (Soeur de luxe, 1933), Calore al seno (La Chaleur du sein, 1937), Pompelmo (Pamplemousse, 1937), Il nido (Le nid, 1938), Il seduttore (Le Séducteur, 1945).
Tutte le sue opere si caratterizzarono per una piacevole fantasia e una indiscutibile gradevolezza.
Negli ultimi anni si dedicò prevalentemente a alla scrittura di novelle e di saggi a sfondo autobiografico: La boccuccia. Dei pensieri sulla vita, la natura e l'amore (La bouche en cœur. Des pensées sur la vie, la nature et l'amour 1970), Di soppiatto (En catimini, 1973).
André Birabeau morì nel Principato di Monaco il 1º ottobre 1974.

## Opere

### Teatro
- La pelle (La Peau, 1919);
- Una piccola bionda sacra (1921) con Pierre Wolff;
- È possibile? (1923)
- Il profumo di una donna colpevole (1923);
- Chifforton (1924);
- Il fiore d'arancio (La Fleur d'Oranger, 1924) con Georges Dolley;
- Il mio vecchio (Mon Vieux, 1924);
- Il sentiero degli scolari (Le Chemin des écoliers, 1924);
- Viene trovata una donna nuda (1924);
- Un'orgia di sole (Un déjeuner de soleil, 1926);
- Femme fatale (1927);
- L'angelo cattivo (1927);
- L'eunuco (L'eunuque, 1927) con Henri Duvernois;
- Baci perduti (Les baisers perdus, 1932);
- Sorella del lusso (Soeur de luxe, 1933);
- Madre natura (Dame nature, 1935);
- Fiston (1936);
- Calore al seno (La Chaleur du sein, 1937);
- Pompelmo (Pamplemousse, 1937);
- Il nido (Le nid, 1938);
- Non tutto è nero (1941);
- Il fiume dell'amore (1942);
- La seconda strofa (1942);
- Il seduttore (Le Séducteur, 1945);
- Ricorda il mio amore (1954);
- inoltre: Il contratto; La provetta; La signora è servita; Peccatuccio; Un grande amore sta per cominciare.

### Saggi
- La boccuccia. Dei pensieri sulla vita, la natura e l'amore (La bouche en cœur. Des pensées sur la vie, la nature et l'amour 1970);
- Di soppiatto (En catimini, 1973).